# Taekwondo als Jocs Olímpics d'estiu de 2004
Als Jocs Olímpics d'Estiu de 2004 celebrats a la ciutat d'Atenes (Grècia) es disputaren 8 proves de taekwondo, quatre en categoria masculina i quatre més en categoria femenina. La competició se celebrà entre els dies 26 i 29 d'agost de 2004 al Pavelló d'Esports.

## Comitès participants
Hi participaren un total de 124 taekwondistes, entre ells 64 homes i 60 dones, de 60 comitès nacionals diferents.
| - Argentina (2) - Austràlia (4) - Àustria (2) - Azerbaidjan (2) - Bèlgica (1) - Bòsnia i Hercegovina (1) - Brasil (3) - Canadà (2) - Colòmbia (3) - Costa d'Ivori (1) - Costa Rica (1) - Corea del Sud (4) - Croàcia (2) - Cuba (1) - Dinamarca (2) - Egipte (4) | - Espanya (4) - Estats Units (2) - Filipines (3) - Finlàndia (1) - França (4) - Grècia (4) - Guatemala (3) - Haití (1) - Iemen (1) - Indonèsia (2) - Iran (2) - Iraq (1) - Israel (1) - Itàlia (3) - Japó (1) | - Jordània (2) - Kazakhstan (2) - Lesotho (1) - Líbia (1) - Malàisia (1) - Marroc (3) - Mèxic (3) - Nepal (1) - Nova Zelanda (1) - Nigèria (3) - Noruega (1) - Països Baixos (2) - Polònia (1) - Puerto Rico (1) | - Regne Unit (4) - República Centreafricana (1) - República Dominicana (1) - Rússia (2) - Sud-àfrica (1) - Tailàndia (4) - Trinitat i Tobago (1) - Tunísia (3) - Turquia (1) - Ucraïna (1) - Uzbekistan (2) - Veneçuela (4) - Vietnam (2) - R.P. de la Xina (2) - Xina-Taipei (4) |

## Resum de medalles

### Categoria masculina
| Prova            | Or            | Argent                | Bronze           |
| – 58 kg. Detalls | Chu Mu-Yen    | Óscar Salazar         | Tamer Bayoumi    |
| – 68 kg. Detalls | Hadi Saei     | Huang Chih-Hsiung     | Song Myeong-Seob |
| – 80 kg. Detalls | Steven Lopez  | Bahri Tanrıkulu       | Yossef Karami    |
| + 80 kg. Detalls | Moon Dae-Sung | Aléxandros Nikolaidis | Pascal Gentil    |

### Categoria femenina
| Prova            | Or             | Argent              | Bronze               |
| – 49 kg. Detalls | Chen Shih-Hsin | Yanelis Labrada     | Yaowapa Boorapolchai |
| – 57 kg. Detalls | Jang Ji-Won    | Nia Abdallah        | Iridia Salazar       |
| – 67 kg. Detalls | Luo Wei        | Elisavet Mystakidou | Hwang Kyung-Sun      |
| + 67 kg. Detalls | Chen Zhong     | Myriam Baverel      | Adriana Carmona      |

## Medaller
| Posició | País            | Or | Argent | Bronze | Total |
| 1       | Xina-Taipei     | 2  | 1      | 0      | 3     |
| 2       | Corea del Sud   | 2  | 0      | 2      | 4     |
| 3       | R.P. de la Xina | 2  | 0      | 0      | 2     |
| 4       | Estats Units    | 1  | 1      | 0      | 2     |
| 5       | Iran            | 1  | 0      | 1      | 2     |
| 6       | Grècia          | 0  | 2      | 0      | 2     |
| 7       | França          | 0  | 1      | 1      | 2     |
| 7       | Mèxic           | 0  | 1      | 1      | 2     |
| 9       | Turquia         | 0  | 1      | 0      | 1     |
| 9       | Cuba            | 0  | 1      | 0      | 1     |
| 11      | Egipte          | 0  | 0      | 1      | 1     |
| 11      | Tailàndia       | 0  | 0      | 1      | 1     |
| 11      | Veneçuela       | 0  | 0      | 1      | 1     |